# Álex Anwandter
Álex Anwandter Donoso (Santiago, 24 de marzo de 1983) es un cantante, compositor, director de cine, músico, productor y realizador chileno. Alcanzó popularidad como el vocalista de la banda Teleradio Donoso hasta 2010, cuando comenzó su trabajo en solitario.

## Biografía

### Inicios
El padre de Álex, el coach y autor Paul Anwandter, vivió gran parte de su vida en Brasil antes de trasladarse a Chile a los 26 años, donde conformó su familia.
Durante su infancia, Álex tuvo clases de violín. Realizó sus estudios primarios en el Santiago College y posteriormente entró a estudiar psicología, carrera que abandonó poco tiempo después. También pasó por la Escuela Moderna de Música, pero no demostró mucho interés en la teoría de la creación musical.

### Teleradio Donoso
En 2005 formó la banda Teleradio Donoso, junto a Martín del Real y Juan Pablo Wasaff, a quienes había conocido tiempo antes. En 2007 el grupo lanza su primer álbum al mercado y poco a poco comienzan a hacerse un nombre en la escena musical chilena, recibiendo buenas críticas del ambiente local. [cita requerida]
Como líder de la banda, Anwandter estaba a cargo de la voz y una de las guitarras, además de la composición, mezcla, producción y masterización de la música, así como también de dirigir los videos musicales para el grupo. Como parte de Teleradio Donoso, Anwandter se integró en el ambiente musical chileno y participó con varios artistas, llegando a producir música para otros, como con Fother Muckers. En 2009, debido a estrés y un cansancio general por parte de Álex en relación con la música y al modo de vida que estaba llevando, Teleradio Donoso llegó a su fin como agrupación, celebrando un último concierto en el Teatro Oriente.

### Odisea
Antes de la separación oficial de Teleradio Donoso, Anwandter inició un nuevo proyecto musical en solitario, utilizando varios temas ya escritos y un estilo significativamente distinto a aquel por el que se le conocía anteriormente. El proyecto Odisea, como lo nombró, dejó de lado las guitarras y dio relevancia a los sintetizadores y música más bailable. 
El disco, también llamado Odisea, es finalmente lanzado en agosto de 2010 con «Cabros» como su primer sencillo promocional. El video musical de «Cabros», dirigido por él mismo, se llevó el premio al mejor vídeo en el Festival del Videoclip organizado por Suena.cl y la Facultad de Comunicaciones de la Pontificia Universidad Católica de Chile.

### Rebeldes

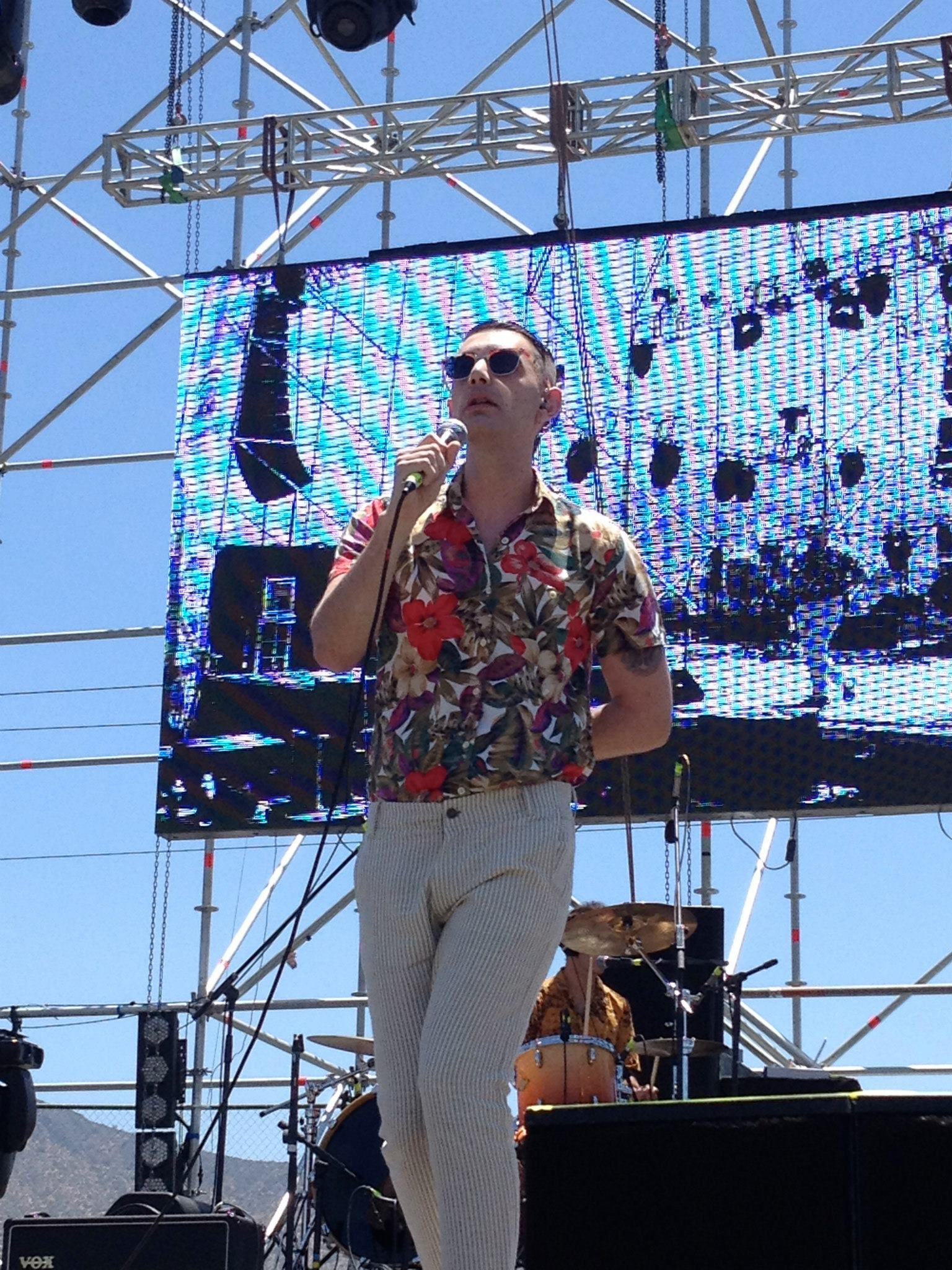
Álex Anwandter en 2012.

En septiembre de 2011, Álex Anwandter lanzó un nuevo sencillo titulado «Tatuaje», esta vez abandonando los pseudónimos y utilizando su nombre real. El 26 de octubre siguiente, Anwandter publicó Rebeldes, su segundo disco en solitario y primero lanzado sin pseudónimos. El disco, producido en conjunto con Cristián Heyne, fue publicado en línea a través de su sitio web y SoundCloud.
Tras el ataque y posterior muerte de Daniel Zamudio, Anwandter expresó públicamente su conmoción y afirmó que el joven fallecido era uno de sus fanáticos, con quien incluso tuvo contacto a través de internet. En su presentación en Lollapalooza Chile el 1 de abril, Andwandter dedicó dos de sus temas al joven fallecido. El segundo sencillo de Rebeldes fue «Cómo puedes vivir contigo mismo»; su video musical, inspirado en Paris is Burning, documental sobre la cultura queer en Nueva York, llamó la atención de medios internacionales, donde consideraron a Anwandter como un vocero de derechos homosexuales en Chile.
A finales de 2012, Anwandter comenzó a trabajar en un proyecto musical en conjunto con Gepe, al que llamaron «Álex & Daniel». En noviembre de ese año liberaron a través de internet su primer sencillo, «Mundo real», y lanzaron un LP con 8 temas de forma virtual el 25 de febrero de 2013.

### Otros proyectos
A mediados de 2014, Anwandter comenzó a desarrollar su primer largometraje, llamado Nunca vas a estar solo y que estaba inspirado en la historia de Daniel Zamudio. La obra fue presentada en el Festival de Cine de Guadalajara en agosto de 2015, donde obtuvo dos premios.
Durante el año 2015, Anwandter se desempeñó como co-coach en el equipo de Nicole en la primera temporada del programa The Voice Chile de Canal 13.
El 19 de enero de 2016 publicó el teaser de «Siempre es viernes en mi corazón», primer sencillo del disco Amiga, y que cuenta con la participación de Ale Sergi y Juliana Gattas de la banda argentina Miranda!. El álbum fue publicado en abril de 2016.

## Vida personal
Anwandter se identifica como queer, es vegetariano, y reside en Los Ángeles, California desde 2018.

## Banda
- Raúl Abarca - guitarra
- Juan Pablo Wasaff - batería
- Belén Farías - bajo
- Marcelo Wilson - teclados, arreglos
- Celeste Shaw - Coros y voces principales en duetos
- Rosario Meléndez - Coros

## Discografía
- Odisea (2010)
- Rebeldes (2011)
- Alex & Daniel (con Gepe) (2013)
- Amiga (2016)
- Latinoamericana (2018)
- El diablo en el cuerpo (2023)
- Dime Precioso (2024)

Con Teleradio Donoso
- Teleradio Donoso EP (2005)
- Gran Santiago (2007)
- Bailar y llorar (2008)

Discografía de producción

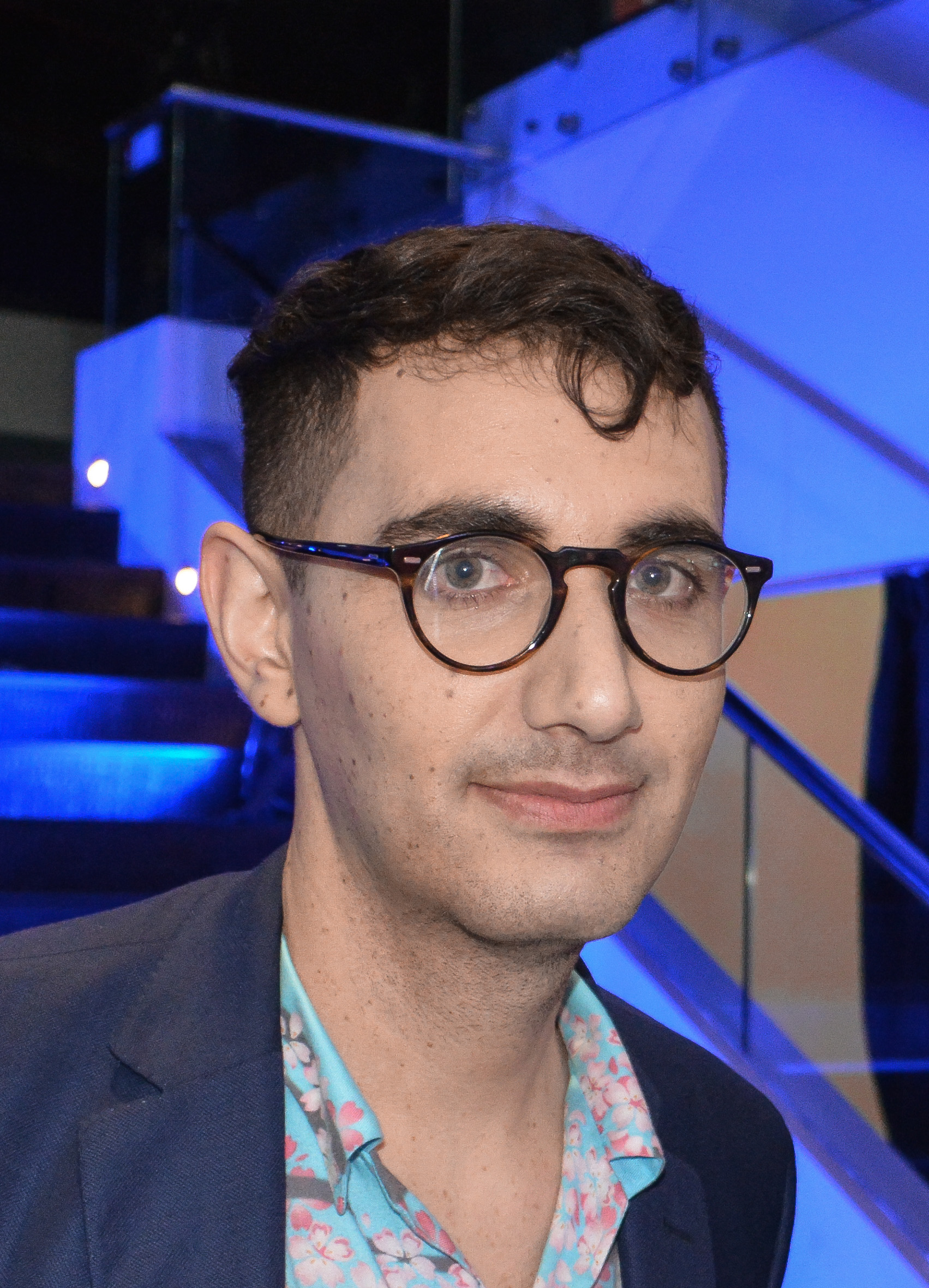
Álex Anwandter en los Premios Pulsar 2017, donde ganó 4 premios incluyendo Álbum del Año y Canción del Año.

- No soy uno (de Fother Muckers, 2007)
- Bailar y llorar (de Teleradio Donoso, 2008)
- Odisea (2010)
- Éxito Mundial (de Adrianigual, 2011)
- Rebeldes (2011)
- Álex & Daniel (con Gepe, 2013)
- Odio (de Planeta No, 2015)
- Prenda (de Francisco Victoria, 2018)
- Tu Historia (de Julieta Venegas, 2022)
- Maquillada en la cama (de Juliana Gattas, 2024)

## Videografía
- 2007: Pitica - Teleradio Donoso
- 2007: Gran Santiago - Teleradio Donoso
- 2007: Eras mi persona favorita - Teleradio Donoso
- 2007: Máquinas - Teleradio Donoso
- 2007: Tres caras largas - Fother Muckers
- 2008: Un día te vas - Teleradio Donoso
- 2008: Amar en el campo - Teleradio Donoso
- 2008: Bailar y llorar - Teleradio Donoso
- 2009: Eramos todos felices - Teleradio Donoso
- 2009: Cama de clavos - Teleradio Donoso
- 2010: Cabros - Odisea
- 2010: Casa latina - Odisea
- 2012: Tatuaje - Álex Anwandter
- 2012: ¿Cómo puedes vivir contigo mismo? - Álex Anwandter
- 2013: Tormenta - Álex Anwandter
- 2014: Rebeldes - Álex Anwandter
- 2016: Siempre Es Viernes En Mi Corazón - Álex Anwandter
- 2017: Cordillera - Álex Anwandter
- 2018: Locura - Álex Anwandter
- 2019: Axis Mundi - Álex Anwandter
- 2019: Paco Vampiro - Álex Anwandter

### Director
- 2009: Éramos todos felices - Teleradio Donoso
- 2009: Cama de clavos - Teleradio Donoso
- 2010: Cabros - Odisea
- 2010: Hasta la verdad - Javiera Mena
- 2010: Casa Latina - Odisea
- 2012: Tatuaje - Álex Anwandter
- 2012: ¿Cómo puedes vivir contigo mismo? - Álex Anwandter
- 2014: Rebeldes - Álex Anwandter
- 2016: Siempre Es Viernes En Mi Corazón - Álex Anwandter
- 2018: Locura - Álex Anwandter

## Filmografía
| Año  | Título                 | Rol                                                               | Notas                   | Ref.   |
| ---- | ---------------------- | ----------------------------------------------------------------- | ----------------------- | ------ |
| 2008 | Mami te amo            | Compositor                                                        | Largometraje de ficción | [ 22 ] |
| 2016 | Nunca vas a estar solo | Compositor, director, guionista, productor ejecutivo y montajista | Largometraje de ficción | [ 23 ] |

## Premios y nominaciones
| Año  | Premio                          | Categoría                         | Trabajo                          | Resultado |
| ---- | ------------------------------- | --------------------------------- | -------------------------------- | --------- |
| 2010 | Festival del Videoclip de Chile | Mejor Videoclip                   | Cabros                           | Ganador   |
| 2016 | Premios Grammy Latinos 2016     | Mejor Artista Nuevo               | Él mismo                         | Nominado  |
| 2016 | Premios Grammy Latinos 2016     | Mejor Video Musical Versión Corta | Siempre es Viernes en mi Corazón | Nominado  |
| 2017 | Premios Pulsar 2017             | Canción del Año                   | Siempre es Viernes en mi Corazón | Ganador   |
| 2017 | Premios Pulsar 2017             | Premio al Mejor Videoclip         | Siempre es Viernes en mi Corazón | Nominado  |
| 2017 | Premios Pulsar 2017             | Artista del Año                   | Amiga                            | Nominado  |
| 2017 | Premios Pulsar 2017             | Álbum del Año                     | Amiga                            | Ganador   |
| 2017 | Premios Pulsar 2017             | Mejor Artista Pop                 | Amiga                            | Ganador   |
| 2017 | Premios Pulsar 2017             | Mejor Productor Musical           | Él mismo                         | Ganador   |
| 2017 | Premios Pedro Sienna 2017       | Mejor Música Original             | Nunca vas a estar solo           | Nominado  |
| 2019 | Premios Pulsar 2019             | Artista del Año                   | Latinoamericana                  | Nominado  |
| 2019 | Premios Pulsar 2019             | Álbum del Año                     | Latinoamericana                  | Nominado  |
| 2019 | Premios Pulsar 2019             | Mejor Artista Pop                 | Latinoamericana                  | Nominado  |
| 2019 | Premios Pulsar 2019             | Canción del Año                   | Locura                           | Nominado  |
| 2019 | Premios Pulsar 2019             | Premio al Mejor Videoclip         | Locura                           | Nominado  |
| 2019 | Premios Pulsar 2019             | Mejor Productor Musical           | Él mismo                         | Nominado  |
| 2019 | Premios Grammy Latino 2019      | Mejor Álbum de Música Alternativa | Latinoamericana                  | Nominado  |